# Белая Воложка (деревня)
 Белая Воложка (чув. Шуршу, Кайӑксар Шуршу) — деревня в Яльчикском районе Чувашской Республики. Входит в состав Большетаябинского сельского поселения.

## География
Находится в восточной части Чувашии на расстоянии приблизительно 14 км на север-северо-запад по прямой от районного центра села Яльчики.

## История
Основана в XVII веке служилыми чувашами деревень Аттиково (ныне село Аттиково Козловского района) и Белая Волошка. Здесь было учтено: в 1646-47 — 2 двора, 6 мужчин, в 1721—106 мужчин, в 1747—113 мужчин, 1795 — 36 дворов, 208 человек, в 1858—250 жителей, в 1897 −463 жителя, в 1926—104 двора, 530 человек, в 1939 −703, в 1979—535. В 2002—108 дворов, в 2010 — 82 домохозяйства. В период коллективизации был образован колхоз «Малаллиха», в 2010 году функционировал СХПК им. К. Маркса.

## Население
Население составляло 281 человек (чуваши 100 %) в 2002 году, 217 в 2010.